# Вернер Шульце
Вернер Шульце (нім. Werner Schulze; 15 січня 1895, Кальбе — 3 листопада 1966, Штутгарт) — німецький воєначальник, генерал-майор резерву вермахту. Кавалер Лицарського хреста Залізного хреста з дубовим листям.

## Біографія
14 вересня 1913 року вступив в армію. Учасник Першої світової війни. Після демобілізації армії залишений в рейхсвері. 1 грудня 1923 року вийшов у відставку. 1 січня 1935 року повернувся в армію. З 26 серпня 199 року — командир роти 29-го піхотного полку, з грудня 1939 року — командир 479-го запасного піхотного батальйону, з лютого 1941 року — командир 2-го батальйону 510-го піхотного полку 292-ї піхотної дивізії. Учасник Німецько-радянської війни. Відзначився у боях під Москвою. З травня 1942 року — командир 418-го, з серпня 1942 року — 551-го піхотного полку 329-ї піхотної дивізії. З 16 липня по 20 жовтня 1944 року — командир 329-ї, з 28 жовтня 1944 по 16 квітня 1945 року — 131-ї, одночасно з 1 січня 1945 року — знову 329-ї, в березні-квітні 1945 року — 14-ї піхотної дивізії. В травні 1945 року взятий у полон британськими військами. В 1948 році звільнений.

## Звання
- Фанен-юнкер (14 вересня 1913)
- Фенріх (20 травня 1914)
- Лейтенант (6 серпня 1914; патент від 29 січня 1913)
- Оберлейтенант (18 квітня 1918)
- Гауптман резерву (1 січня 1935)
- Оберстлейтенант резерву (1 грудня 1942)
- Оберст резерву (1 червня 1943)
- Генерал-майор резерву (1 січня 1945)

## Нагороди
- Залізний хрест 2-го і 1-го класу
- Почесний хрест ветерана війни з мечами
- Медаль «За вислугу років у Вермахті» 4-го і 3-го класу (12 років)
- Хрест Воєнних заслуг 2-го класу з мечами (20 жовтня 1940)
- Застібка до Залізного хреста
  - 2-го класу (29 липня 1941)
  - 1-го класу (4 серпня 1941)
- Почесна застібка на орденську стрічку для Сухопутних військ (28 листопада 1941)
- Лицарський хрест Залізного хреста з дубовим листям
  - лицарський хрест (7 березня 1942)
  - дубове листя (№557; 23 серпня 1944)
- Штурмовий піхотний знак в сріблі (7 березня 1942)
- Медаль «За зимову кампанію на Сході 1941/42» (7 вересня 1942)
- Нагрудний знак «За поранення» в золоті